# Yoshio Maruta
Yoshio Maruta (en japonès 来自：期刊原文 已) (Nagano, Japó, 1914- 2006) fou un empresari japonès.

## Biografia
Es doctorà honoris causa en humanitats a la Xavier University de les Filipines, es doctorà en enginyeria per la Universitat de Kyoto, va crear 16 patents i el 1971 fou nomenat president de l'empresa química i cosmètica Kao Corporation, on va assolir fama de líder carismàtic i agressiu fins que fou substituït per Fumikatsu Tokiwa el 1990. Va introduir a l'empresa la filosofia de servei al consumidor, ideal d'igualtat humana i mobilització d'experts.
El 1990 va rebre la Creu de Sant Jordi en reconeixement de les inversions que l'empresa va fer a Molins de Rei el 1978 i que des del 1990 va expandir-se als centres de Barberà del Vallès, Olesa de Montserrat i Mollet del Vallès.